# Jacaranda (Universität Sydney)

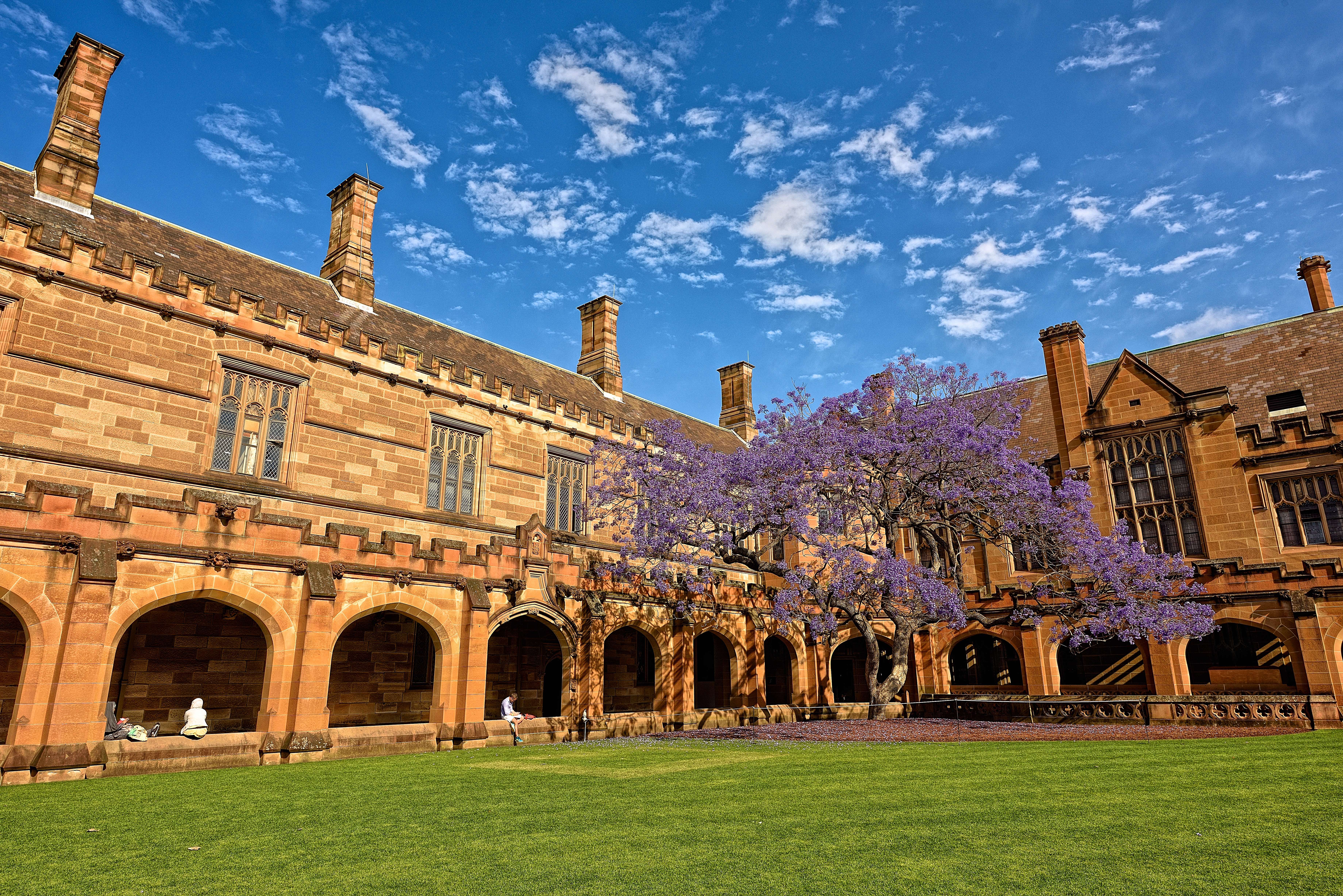
Die Jacaranda im Innenhof der Universität Sydney (2014)

Die Jacaranda war ein historisch bedeutendes Exemplar von Jacaranda mimosifolia. Der Baum stand am Hauptgebäude (main quadrangle) der Universität Sydney. Sie wurde erstmals 1928 von Associate Professor Eben Gowrie Waterhouse gepflanzt und in den 1930ern mehrfach neu gepflanzt. Sie blühte im späten Frühling, zum Ende des Akademischen Jahres und wurde zu einem Symbol für die Examenszeit an der Universität. Sie war Hintergrund für viele Ereignisse und wurde im Significant Tree Register der City of Sydney geführt. Am 28. Oktober 2016 starb der Baum nach 88 Jahren ab und fiel um.

## Geschichte
Der Baum stand in einer Ecke des Rasens vor dem Hauptgebäude, am Gebäudeteil, in dem die Philosophie-Vorlesungen abgehalten werden. Eben Gowrie Waterhouse, der zu dieser Zeit McCaughey Associate Professor für Deutsch und Vergleichende Literaturwissenschaft war, pflanzte den Baum. Er war Experte für Kamelien und sein Interesse für Gartenbau und Landschaftsarchitektur formten die Gärten der Universität. Waterhouse engagierte sich auch weit darüber hinaus in der Orts-Verschönerung durch Baumpflanzungen für die Universität, sowie die Stadt und darüber hinaus. In einer Ansprache, die er 1936 in Newcastle hielt, betonte er, dass die Verschönerung von städtischen und Vorstadt-Gebieten zu den besten Formen des Dienstes an der Gemeinschaft gehören und, dass beim Pflanzen der Schutz der Bäume und die kreative Arbeit gleich wichtig seien. 1966 erhielt er für sein Lebenswerk eine Goldmedaille der Royal Horticultural Society in London.
Es gab viele Geschichten darum, wie schwierig es war den Baum groß werden zu lassen. Studenten wurden für mehrere gescheiterte Versuche verantwortlich gemacht und frustrierte Committee-Mitglieder drückten ihre Aufregung aus über "die verachtenswerten Taten von unverantwortlichen Vandalen". Als die Pflanzung letztlich erfolgreich war, wuchs die Jacaranda zu einem Kronenbreite von 18 m heran und wurde damit zu einem Symbol der Universität.

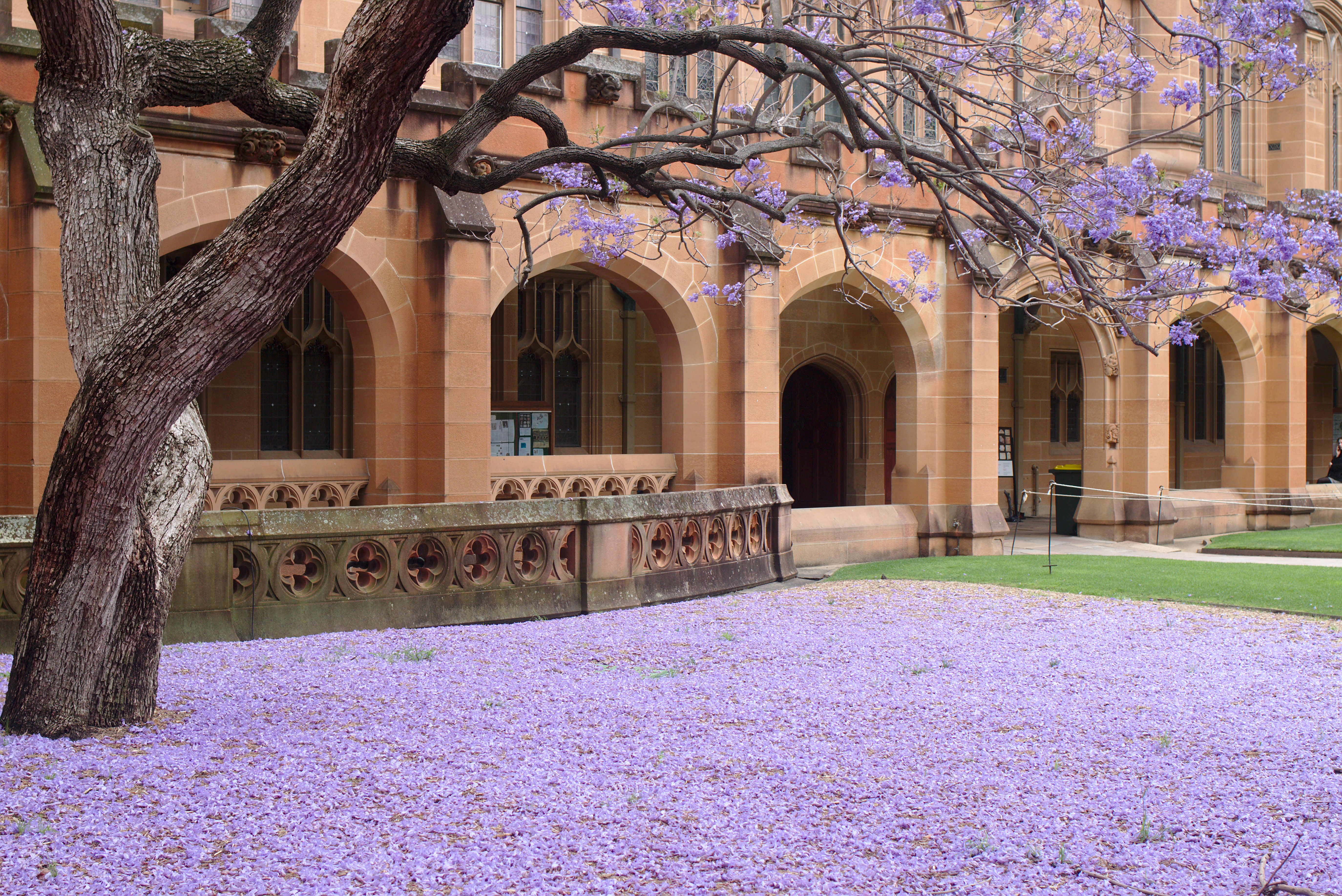
Blütenteppich auf dem Rasen, 2015.

Über die Jahre wurde die Jacaranda zum Hintergrund für öffentliche und private Feiern, die in dem Gebäude abgehalten wurden. Manche  bezeichneten den Baum als "berühmtesten Baum in der Bildung".
Der Baum war beliebt trotz der gedanklichen Verbindung mit der Examenszeit im November, wenn alle Jacarandas in Sydney blühen. Es war eine bekannte Volksweisheit, dass niemand das Examen bestehen würde, wenn er mit dem Lernen nicht angefangen hatte, bevor die violetten Blüten erschienen.
2005 wurde die Jacaranda in die Liste der historic or environmentally significant trees der Stadt Sydney eingetragen. Sie wurde als "lebendiger Vermögenswert" geführt. 2012 wurde sie zu den "Top 10" des Registers gezählt. Weitere Bäume in der Liste sind Moreton Bay Figs in Alexandria Park, Alexandria und am Observatory Hill; Brush Box Trees in der Avenue Road, Glebe; Washington Palms in Farrer Place, Sydney; Platanen an der Bourke Street, Surry Hills, sowie Dragon’s Blood Trees in Cook and Phillip Park.
Absterben

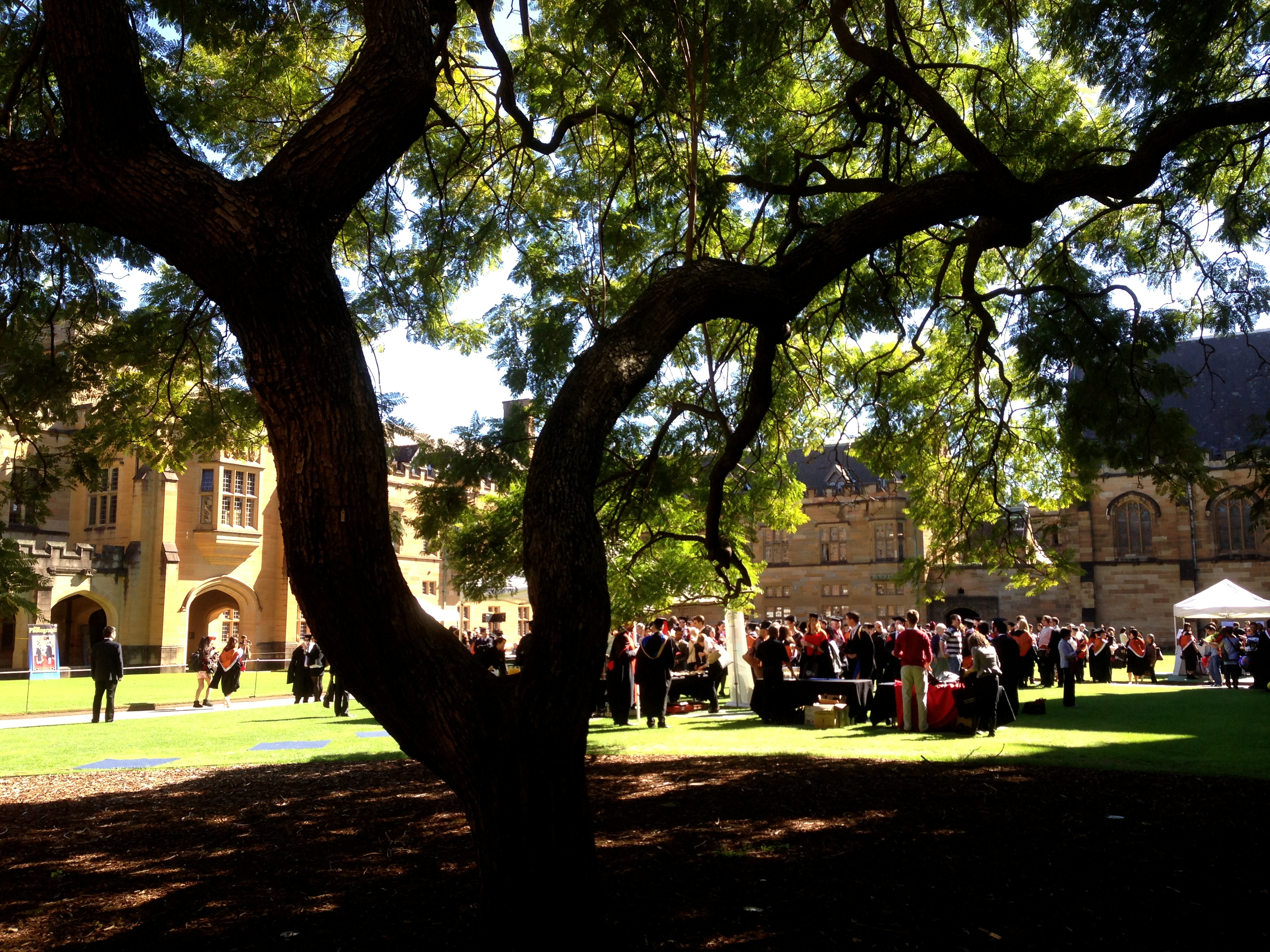
Blick durch die Jacaranda auf eine Post-Graduation-Zeremonie in the Main Quad (2013).

2016 ging der Baum nach 88 Jahren ein. Ursächlich war wahrscheinlich eine Infektion mit einem Lackporling. Am 28. Oktober fiel der Baum um. Bereits am nächsten Tag wurde er entfernt und die Universität erinnerte ihre Studenten daran, dass der Baum begonnen habe zu blühen und wünschte den Studenten viel Erfolg für ihre Lernwochen.
Bereits zwei Jahre früher hatte die Universitätsverwaltung Kenntnis davon erlangt, dass der Baum erkrankt war und hatte 2014 vorsorglich Stecklinge nehmen lassen. Neben dem Klon des Baumes will die Universität einen einheimischen Yellow Box oder Flame Tree pflanzen, in Respekt gegenüber den Cadigal-Aborigines, auf deren angestammtem Territorium die Universität heute steht.